# Aphanistes enargiae
Aphanistes enargiae är en stekelart som beskrevs av Stephen Donald Hopper 1981. Aphanistes enargiae ingår i släktet Aphanistes och familjen brokparasitsteklar. Inga underarter finns listade i Catalogue of Life.